# Envy
Az Envy japán post-hardcore/screamo/post-rock együttes, 1992-ben alakult Tokióban. 

## Tagok
- Nobukata Kawai – gitár (1992-)
- Manabu Nakagawa – basszusgitár (1992-)
- Tetsuya Fukugawa – ének, programozás (1992-2016, 2018-)
- Yoshi – gitár (2018-)
- Hiroki Watanabe – dob (2018-)

## Korábbi tagok
- Masahiro Tobita – gitár (1992-2018)
- Dairoku Seki – dob (1992-2018)

## Diszkográfia
- From Here to Eternity (1998)
- All the Footprints You've Ever Left and the Fear Expecting Ahead (2001)
- A Dead Sinking Story (2003)
- Insomniac Dose (2006)
- Recitation (2010)
- Atheist's Cornea (2015)
- The Fallen Crimson (2020)[1]